# Red Perkins
Red Perkins (* 26. Dezember 1890 in Muchakinock, Iowa als Frank Shelton Perkins; † 27. September 1976 in Minneapolis) war ein US-amerikanischer Trompeter und Big Bandleader im Bereich des Swing und der Populären Musik.
Red Perkins  wurde auf dem Gelände der Consolidation Coal Company nahe bei Muchakinock, einer Kohlenmine bei Oskaloosa (Iowa) geboren. Seine Band, Red Perkins and His Dixie Ramblers war eine der ersten Territory Bands im Gebiet um Omaha, Die Dixie Ramblers, die für zwanzig Jahre eine der populärsten Tanzbands Omahas waren, wurden vom National Orchestra Service für Tourneen durch Nebraska, Iowa und die Dakotas gebucht. Sie spielten dann auch in Kansas City und im Congress Hotel in Chicago. Perkins  nahm mit seiner Band auch für die Label Gennett und RCA Victor auf. In späteren Jahren  arbeitete Perkins als Fotograf in Minneapolis.